# 达那寺
达那寺，藏语称“达那贡巴”（藏語：རྟ་རྣ་དགོན་པ་，威利转写：rta rna dgon pa）位于青海省玉树藏族自治州囊谦县吉尼赛乡，是藏传佛教叶巴噶举派寺院，也是叶巴噶举派现存唯一的寺院。

## 历史
达那寺，藏语全称为“达那僧格南宗”（藏語：རྟ་རྣ་སེང་གེའི་གནམ་རྫོང་，威利转写：rta rna seng ge’i gnam rdzong），意为“马耳狮子天堡”。达那寺位于青海省玉树藏族自治州囊谦县吉尼赛乡，处在吉尼赛乡、吉曲乡、尕羊乡三乡接壤处的达那山（马耳山）山腰。达那山（马耳山）因该山最高处形似马耳朵而得名。达那寺地处囊谦县境内的西北端，青海与西藏交界处，海拔4800米。从吉尼赛乡驻地启程，经盖加寺可以到达达那寺。
为了与印度撒格本日的达那寺相区别，该寺一般又叫“北部达那寺”。该寺最初为苯教寺院。约在宋孝宗淳熙十五年（1188年），由益希则巴改建为叶巴噶举派寺院。达那寺与藏族古代英雄格萨尔的名字紧紧相连，故又名“岭国寺”（“岭国”为格萨尔的故土）。

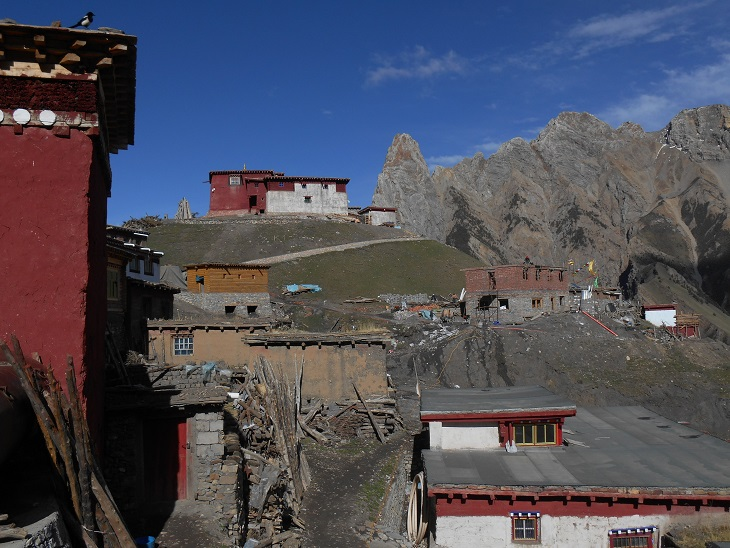
达那寺

该寺始建于686年，创建者为苯教师雍仲吾，为苯教寺院，起名为“沙群科索南宗”。如今，达那寺最古老的建筑是“嘎乌拉康”，是一座修行宫殿。据说，嘎乌拉康当年与藏族历史上第一座宫殿雍布拉康齐名。嘎乌拉康外形与阿里的苯教建筑风格类似。达那寺还收藏有一尊右手掌敬天的苯教佛像，几张古老的苯教唐卡，唐卡中有用金粉描绘的苯教标志“卐”。
1068年，印度佛学大师“公丁”来到藏区传教，专门到达那寺。自此，该寺成为佛苯并存的寺院。达那寺有一种特有的法舞，在宗教节日表演，展现了佛教传入此地时的情景。在法舞中，一位从克什米尔来的传教士，名叫“公丁”，正用佛教教化当地民众，而当地民众则被化妆为白猴和灰熊。佛教将未传教法之地比作蛮荒之地。法舞表现了蛮荒之地的野人皈依佛门的过程。据当地人称，这位传教士后来与当地一位名门女子结婚，二人的后代以“达那”为姓，延续至今。尕乌拉康因此也成为藏区最早的佛龛用房。
另据《达那寺志》记载，北宋仁宗天圣年间（1024年－1032年，迦湿弥罗（今作克什米尔）的迦罗大师派其婆罗门弟子凯达周游各地传教。凯达经过达那山，见景色壮美，顿生建寺之念，遂在当地定居，娶妻繁衍后代。后来，他在达那山下的宗巴卡地方建成一座16柱的经堂，收徒传法，形成一座佛教寺庙。北宋神宗熙宁元年（1068年），凯达之第五子达查益西生格在达那山腰兴建经堂1座，相传有9层高，有100根大柱，称为“嘎乌拉康”，他有弟子300人左右。该寺当时信奉传统的苯教，叔侄传承衣钵，主持教务。
叶巴噶举派是噶举派四大派之一的帕竹噶举派的八小派之一，创始人为帕木竹巴·多吉杰布的弟子益希则巴，后世信徒尊称其为“桑结叶巴”。南宋孝宗乾道七年（1171年），益希则巴在喀木地方（属于康区，今昌都地区）建成叶浦寺，后来通称为叶巴寺，从此发展出叶巴噶举派。益希则巴曾来今囊谦县传教，建立叶巴噶举派寺院。
大约在南宋孝宗淳熙十五年（1188年），桑结叶巴·益希则巴来囊谦地区传教，将嘎乌拉康改为叶巴噶举派寺院。自此，达那寺正式改宗叶巴噶举派，以创建“百柱殿”而闻名全藏区。据记载，“修建大经堂时，由欧觉打墙，热合奇喀宗做施主，史玛玛陀陀粉刷墙，久让拉钦建佛像，噶瓦陀陀嘉布当铁匠，尼姑阿茂搭帐篷来遮雨。白天人建，夜间神鬼建。”由此兴建了百柱殿。最初，该寺建有100根大柱的“噶嘉玛”大经堂。
达那寺原属囊谦千户管辖，信众遍及囊谦和昌都地区丁青县、四川德格县等地。曾经辖有西藏的多宗寺、杂多县的巴艾寺（今属噶玛噶举派），今囊谦县境内尕羊乡的嘎扎西寺（今属直贡噶举派）、吉曲乡的叶文寺和赛佐强寺（现均奉噶玛噶举派）等子寺。1950年代，该寺有僧人300人，21世纪初有150人。该寺内部相传，历史上该寺鼎盛时期僧人曾达到1000余人。
达那寺是叶巴噶举派现今唯一一座寺院。叶巴噶举派的创始人桑结叶巴·益希则巴，一生修建了四座叶巴噶举派寺院，其他三座均已消失。桑结叶巴的灵塔就在达那寺大经堂旁边。与其在一起的还有女性佛教大师玛吉拉珍（1055年－1153年）的灵塔，她是藏密史上最著名的能断派和息学派的创始人，但是两派修行地点与方法不同，能断派经常在墓地、山岭、荒无人烟之处修持密法，息学派的信徒则在108个泉边念颂“泉经”直到功德圆满。
《格萨尔王传》中的格萨尔王信奉叶巴噶举派，格萨尔王的后人曾将格萨尔王使用过的兵器存放在叶巴噶举派的祖寺叶浦寺。达那寺有关格萨尔的物品十分丰富，是格萨尔文化的宝库。该寺的格萨尔殿内悬挂着大鹏、青狼的标本，它们是格萨尔十三位战神威尔玛之一。此外，该寺还收藏有格萨尔及其大将使用过的铠甲、头盔，格萨尔使用过的毡帽、盾牌。格萨尔妻子的饰物中，有一颗九眼石。古老的格萨尔大将的经文全部用金粉写成，深蓝色的皮纸采用藏区独有的狼毒草制作，具有微毒，可防虫蛀，经文夹板则是宋代木刻，刻工精美。达那寺收藏的其他文物还有据称是玛尔巴大师从印度带回的乌金鱼翅药臼等。

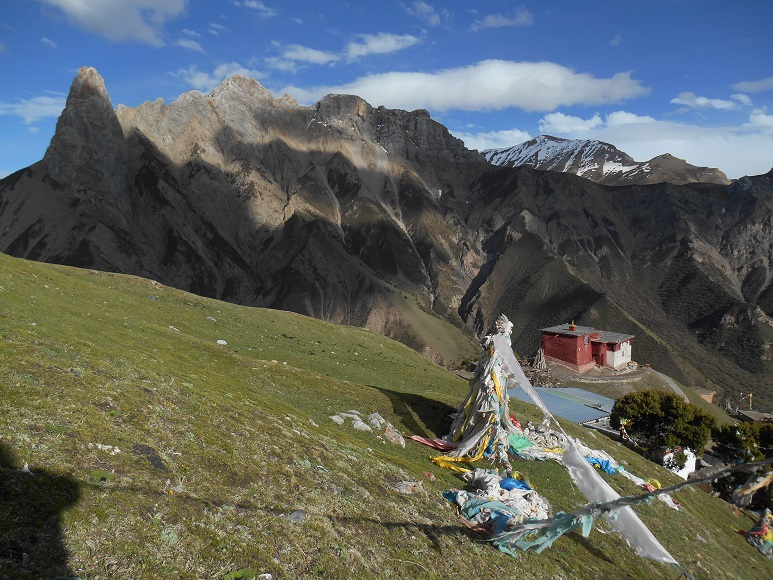
达那寺

由于该寺与印度撒格本日地方的达那寺齐名，所以信众认为朝拜了囊谦的达那寺，便如亲临印度的达那寺。历史上，噶玛噶举派黑帽系第九世活佛旺秋多杰、第十世活佛却英多吉（1604年－1674年）等人都亲临该寺。
达那寺的住持世代从学经优异、德高望重的寺僧中选任，称“叶巴弟子”，至今历20多任。2002年，达那寺的阿边活佛31岁。他在10年前的21岁坐床。虽然未上过几年学，不大会汉语，但很聪明。他被认定为活佛前，曾经当过21年牧民，所以骑术非常好。
达那寺于1981年重新开放，到21世纪初有寺僧200余名。2006年，“格萨尔三十大将军灵塔和达那寺”被列为第六批全国重点文物保护单位。

## 建筑
达那寺坐西向东，当地海拔4700米。达那寺的主要建筑包括嘎乌拉康、嘎嘉玛经堂、帕木竹巴灵塔殿、叶巴经堂等等。其中，始建于唐代的嘎乌拉康是康巴地区最早的佛殿，与西藏山南地区的藏王宫殿雍布拉康齐名。
历史上，达那寺规模很大，有大小殿堂6座、大佛塔4座。其中，大经堂高5层，有100根大柱，称“嘎嘉玛经堂”；小经堂二层高，40柱；佛堂4座，分别为嘎乌拉康、叶巴拉康、贡保拉康、拉毛拉康。殿堂内供奉帕木竹巴、直贡觉阿、萨迦群佩、玛鸠拉准、宇妥云丹贡保等大师的灵塔。
一直保存到1950年代的达那寺的叶巴拉康中，建有格萨尔殿，殿内塑有9米高的格萨尔身像，两侧分列其部将吉本、贾擦的塑像，塑像前供奉着传说为格萨尔、贾擦使用过的宝刀。殿内还存放着相传为格萨尔之妃珠姆的各式腰带、格萨尔及其部将的兵器、盔甲、衣服等等，还有格萨尔念过的经卷。
达那寺现在有经堂1座，称“叶巴经堂”，为藏式方形平顶建筑，高20多米，42根大柱；有殿堂2座，其中帕木竹巴灵塔殿，为两层建筑，内供帕木竹巴舍利灵塔等，叶巴殿（即原来的“叶巴拉康”）内供奉传说为益希则巴自塑的药泥自身像，以及该寺早年主供的苯教祖师敦巴辛饶的镀金铜像，高约1尺，这种改宗之后还能保存原来信仰的寺院在青海较少见。
藏传佛教帕竹噶举派创始人帕木竹巴·多吉杰布、玛吉拉珍、藏医学鼻祖宇妥元丁公波3人的灵塔，及藏地唯一的三角形基座的佛塔，屹立在达那寺中。
达那寺叶巴经堂左下四分之一处有一殿堂，其内有梵塔，名叫“噶丹塔”，高9米。殿门以紫檀制做，取材于云南纳西族地方，形成藏族、汉族、纳西族传统殿门式样的结合。传说，推门而入，因人而异会发出不同声响，由此可预卜各人命运。历史上到这里来卜吉凶者非常多。

## 格萨尔三十大将军灵塔
达那寺的后山，向下到海拔5300米处，有格萨尔三十大将军灵塔。其位置在达那寺主建筑群东侧的山崖腰部。这组灵塔群共有37座灵塔，分别建在左、右两边的山洞中。左边4座，右边33座。这些灵塔带有明显的宋代塔式建筑风格，均以石块泥土垒砌。
灵塔中有三十余种精美的擦擦，一世噶玛巴、千手观音、文殊菩萨的造像均属珍品。一枚紫色的大拇指甲大小的塔形擦擦已被盗墓贼踩为两半，其内心有一小卷用树皮纸做的贝叶经文。达那寺为了防止这些灵塔继续遭到盗窃，采取了保护措施，四季派僧人日夜守护。
达那寺灵塔的遗物，经中国社会科学院考古研究所使用碳14测定，属于1115年±70年的宋代文物。该时间和康区土司邦国时期一致。达那寺格萨尔文化遗存中至今仍存在不少谜团。